# Emilio Garroni
Emilio Garroni (Roma, 14 dicembre 1925 – Roma, 5 agosto 2005) è stato un filosofo e scrittore italiano.

## Biografia
Inizia la sua attività in Rai, dove era entrato - per una felice intuizione dell'allora direttore generale Filiberto Guala - insieme ad un gruppo di giovani professori universitari, tra cui Leone Piccioni, Antonio Santoni Rugiu e Luigi Silori, come intervistatore e autore di trasmissioni su soggetti artistici. Affianca a questo lavoro l'opera intellettuale di critica e di riflessione sull'arte, grazie anche alla sua frequentazione del mondo artistico degli anni cinquanta, redigendo anche presentazioni e cataloghi d'arte. 
Dal 1951 è assistente volontario di Filosofia teoretica presso la cattedra di Ugo Spirito alla Facoltà di Lettere e Filosofia dell'Università La Sapienza di Roma. Pur essendosi tenuto fino a quel momento ai margini della vita accademica, con La crisi semantica delle arti consegue nel 1964 la libera docenza, diventando poi professore incaricato di Estetica dal 1964. Viene nominato ordinario di questa disciplina presso la medesima Facoltà nel 1973 (incarico che manterrà sino al 1997, allorché cessa di insegnare). Qui inizia la sua esperienza trentennale che porterà al rinnovamento dell'estetica italiana dopo Croce, culminante in una innovativa traduzione della Critica della facoltà di giudizio di Kant tesa a sottolinearne la coappartenenza di tematiche estetiche ed epistemologiche. Lo stesso Garroni riconosce il suo debito nei confronti della lettura kantiana di Luigi Scaravelli.
Emilio Garroni è stato sempre un professore molto seguito dai suoi allievi.
Ha sempre affiancato al suo lavoro di filosofo quello di scrittore, in qualità di autore di racconti e romanzi, e di pittore. Nel 2006 è stato esposto al pubblico, presso la "Sala Santa Rita" di Roma il suo Autoritratto, opera del 1983-84.
Ha curato le prefazioni alle opere di Rudolf Arnheim, Pierre Macherey, Octave Mannoni, György Lukács, Cesare Brandi, Mikel Dufrenne, Roman Jakobson e del Circolo linguistico di Praga e collaborato alla rivista Rassegna di filosofia (1951-56) (occasionalmente anche altrove), alle riviste cinematografiche Cinema Nuovo e Filmcritica e alla Enciclopedia Einaudi.
Tra gli artisti presentati da Garroni vi sono Silvio Benedetto, Franco Bottari, Mario Melis, Giannetto Fieschi, Sergio Vacchi, Alfredo Del Greco ecc.
È morto a Roma il 5 agosto 2005 e l'orazione funebre si è tenuta a Villa Mirafiori, a Roma, sede della facoltà di filosofia.
All'indomani della sua morte amici, allievi e colleghi hanno deciso di fondare un'associazione, la CiEG, Cattedra Internazionale Emilio Garroni, per far conoscere il suo pensiero e dare un seguito alle indagini filosofiche sui temi da lui affrontati.

## Il pensiero
Secondo Garroni l'estetica è una "filosofia non speciale" il cui compito non deve limitarsi allo studio delle espressioni artistiche ("il bello"), ma è finalizzato ad una visione e ad una "costruzione" del mondo fondata sull'esperienza del senso che comunque, per Garroni, continua ad avere nelle arti la sua manifestazione esemplare.
Dalle parole del linguista Tullio De Mauro, "come Garroni spiega nelle Riflessioni sulla Critica del Giudizio del 1976 (sottotitolo di Estetica ed Epistemologia) ciò che va rivendicata è la portata epistemologica delle riflessioni kantiane, che trascendono lo stato empirico delle scienze del suo tempo e vivono operanti nel meglio degli indirizzi novecenteschi, magari di ciò inconsapevoli." (Tullio De Mauro, Emilio Garroni: un orizzonte di senso)

## Opere

### Saggi filosofici
- La crisi semantica delle arti. Roma, Officina, 1964
- Il mito negativo e la pittura di [Sergio] Vacchi, Roma, Officina, 1964
- Semiotica ed estetica. L'eterogeneità del linguaggio e il linguaggio cinematografico, Bari, Laterza, 1968
- Progetto di semiotica. Messaggi artistici e linguaggi non-verbali, Roma-Bari, Laterza, 1973
- Pinocchio uno e bino, Roma-Bari, Laterza, 1975. ISBN 978-88-420-9171-4
- Estetica ed epistemologia. Riflessioni sulla "Critica del Giudizio", Roma, Bulzoni, 1976. ISBN 88-400-0533-1
- Ricognizione della semiotica, Roma, Officina, 1977
- cura di Estetica e linguistica, Bologna, Il Mulino, 1983. ISBN 88-15-00290-1
- Senso e paradosso. L'estetica, filosofia non speciale, Roma-Bari, Laterza, 1986. ISBN 88-420-2697-2
- Estetica. Uno sguardo-attraverso, Milano, Garzanti, 1992. ISBN 88-11-47373-X; nuova edizione, con introduzione di Stefano Velotti, Roma, Castelvecchi, 2010. ISBN 9788832900187
- Osservazioni sul mentire e altre conferenze, Castrovillari, Teda, 1994
- L'estetica, filosofia non speciale, Roma-Bari, Laterza, 1995
- L'arte e l'altro dall'arte. Saggi di estetica e di critica, Roma-Bari, Laterza, 1995. ISBN 88-420-6855-1
- "Interpretare", in Mario Lavagetto (a cura di), Il testo letterario. Istruzioni per l'uso, Roma-Bari, Laterza, 1996, 20042, pp. 245-82.
- cura (con Hansmichael Hohenegger) di Immanuel Kant, Critica della facoltà di giudizio, Torino, Einaudi, 1999. ISBN 978-88-06-12918-7
- Immagine linguaggio figura: osservazioni e ipotesi, Roma-Bari, Laterza, 2005. ISBN 978-88-420-7565-3
- Scritti sul cinema: pubblicati dalla rivista "Filmcritica" (1967-2004), a cura di Edoardo Bruno e Alessia Cervini, Torino, Aragno, 2006. ISBN 88-8419-267-6
- Creatività, introduzione di Paolo Virno, Macerata, Quodlibet, 2010. ISBN 978-88-7462-297-9

### Narrativa
- La macchia gialla, Milano, Lerici, 1962
- Dissonanzen quartett. Una storia. Parma, Pratiche, 1990. ISBN 88-7380-121-8
- Racconti morali, o Della vicinanza e della lontananza, Roma, Editori riuniti, 1992. ISBN 88-359-3623-3
- Sulla morte e sull'arte: racconti morali, Parma, Pratiche, 1994. ISBN 88-7380-271-0

## Programmi televisivi RAI
- Sintonia, lettere alla TV, a cura di Emilio Garroni, 1957